# الغندورية
الغندورية هي إحدى القرى اللبنانية من قرى قضاء بنت جبيل في محافظة النبطية.